# Achromobacter ruhlandii
Achromobacter ruhlandii es una bacteria gramnegativa del género Achromobacter. Fue descrita en el año 1955 como Hydrogenomonas ruhlandii, posteriormente como Alcaligenes ruhlandii en 1977 y finalmente ubicada en el género Achromobacter en el 1998. Su etimología hace referencia al microbiólogo alemán W. Rhuland. Es aerobia y móvil por flagelación perítrica. Tiene un tamaño de 0,4-0,75 μm de ancho po 0,75-2 μm de largo. Forma colonias no pigmentadas en agar MacConkey. Catalasa y oxidasa positivas. Tiene un contenido de G+C de 67,6%. Se ha aislado de suelos, pero también de muestras clínicas respiratorias, sobre todo en pacientes con fibrosis quística. En general, es sensible a los antibióticos: ceftazidima, ciprofloxacino, imipenem y trimetoprim/sulfametoxazol. Además, se ha descrito la β-lactamasa OXA-258 como específica de esta especie.